# Heinrichsruh (Torgelow)
Heinrichsruh – dzielnica miasta Torgelow w Niemczech, w kraju związkowym Meklemburgia-Pomorze Przednie, w powiecie Vorpommern-Greifswald, w Związku Gmin Torgelow-Ferdinandshof. Do 24 maja 2014 samodzielna gmina.